# Egeria (bedrijf)
Egeria is een Nederlandse investeringsmaatschappij die is opgericht door investeerder Peter Visser in samenwerking met de familie Brenninkmeijer, eigenaar van het internationale winkelconcern C&A. Het hoofdkantoor is gevestigd in Amsterdam. De familie Brenninkmeijer is niet meer betrokken bij Egeria.

## Oprichting
Egeria is opgericht in het jaar 1997 en investeert in ondernemingen die in verschillende markten opereren. Anno 2014 bestaat de investeringsmaatschappij uit 16 investeerders. Sinds de oprichting zijn er vier investeringsfondsen gesloten.
De naam Egeria is ontleend aan de halfgodin Egeria, een figuur uit de Romeinse mythologie die in verband wordt gebracht met vruchtbaarheid.

## Investeringen
Het portfolio van Egeria heeft zich in de loop der jaren ontwikkeld door een reeks van bedrijfsovernames en aandelenhandel. Over het algemeen wordt er meerdere jaren geïnvesteerd in bedrijven om deze later weer door te verkopen.

### Portfolio
De investeringsmaatschappij heeft deelnemingen in de volgende bedrijven:
| Bedrijf                       | Product                                                        | Sinds | Gekocht van                                   | %     | Overige aandeelhouders |
| ----------------------------- | -------------------------------------------------------------- | ----- | --------------------------------------------- | ----- | ---------------------- |
| Clondalkin Flexible Packaging | Producent van verpakkingsmaterialen                            | 2016  | Warburg Pincus                                | 100%  |                        |
| AXENT NabestaandenZorg        | uitvaartverzekeraar                                            | 2010  | AEGON                                         | 100%  |                        |
| Boemer Rental Services Group  | verhuur van materialen voor beurzen en congressen              | 2007  |                                               | 74%   | management             |
| CleanLeaseFortex              | reiniging en verhuur van bedrijfskleding en linnen             | 2010  | Albert Hartog / AAC Capital Partners          | 84,6% |                        |
| Den Braven Sealants           | producent afdichtingsmaterialen                                | 2010  | familie                                       | 70,1% |                        |
| Dynniq                        | producent van verkeerslichten, matrixborden en parkeersystemen | 2015  | Imtech                                        |       |                        |
| Izico                         | producent van diepvriessnacks                                  | 2014  | Royal Wessanen                                |       |                        |
| JET Group                     | producent van dakramen                                         | 2014  | H2 Equity Partners                            |       |                        |
| Koninklijke Mosa              | producent van keramische tegels                                | 2005  | Holland Venture / Italiaanse tegelgroep Riwal | 89,1% |                        |
| Koninklijke Sanders           | producent van persoonlijke verzorgingsproducten                | 2015  | Bencis Capital Partners                       |       |                        |
| Muelink & Grol                | producent van rookgasafvoersystemen                            | 2004  |                                               | 86,5% | management             |
| Nationale Borg                | verzekeraar voor bankgaranties en borgtochten                  | 2007  | ING                                           | 46,7% | HAL Investments        |
| Sif Group                     | producent van zware buisvormige (fundering) constructies       | 2005  | familie                                       | 82,5% |                        |
| Vendor                        | producent van toiletartikelen                                  | 2000  |                                               | 87,5% |                        |
| ilionx                        | IT-dienstverlener                                              | 2017  | Directie en management                        | 65%   |                        |
| Con Pane                      | producent van bakwaren                                         | 2025  |                                               |       | management             |

### Voormalige investeringen
In het verleden heeft Egeria ook investeringen gedaan in:
| Bedrijf                        | Product                                                                   | Periode·  | %     | Gekocht van                 | Verkocht aan                           |
| ------------------------------ | ------------------------------------------------------------------------- | --------- | ----- | --------------------------- | -------------------------------------- |
| Ad van Geloven                 | diepvriessnacks                                                           | 2004-2008 |       | Gilde Participaties         | Lion Capital LLP                       |
| Budget Rent-a-Car              | autoverhuur                                                               | 1998-1998 |       |                             | UBS Capital                            |
| Herkel                         | producent van voedingssupplementen, cosmetica en farmaceutische producten | 2008-2014 | 80%   | familie                     |                                        |
| Hitec Power Protection         | producent van noodstroomvoedingen                                         | 2012-2019 |       | Industrial & Marine Diesels | Air Water Inc.                         |
| Holonite                       | producent gegoten composietstenen bouwmaterialen                          | 2007-2013 | 75%   | Gimv/Rabo Participaties     | Van Lanschot Participaties             |
| Mirror Controls international  | producent van actuatoren                                                  | 2012-2015 |       | Bregal Capital              | Flextronics                            |
| Morssinkhof Rymoplast          | plastic recycling                                                         | 2007-2011 |       | familie Morssinkhof         | familie Morssinkhof                    |
| Nijhuis Industries             | producent van waterzuiverings- en slibbehandelingssystemen                | 2008-2014 | 93,7% | Alpha Group International   |                                        |
| NRC Media                      | krant                                                                     | 2010-2015 | 91%   |                             | Mediahuis                              |
| Royal van Lent                 | producent luxe motorjachten                                               | 2006-2008 |       |                             | LVMH Moët Hennessy – Louis Vuitton S.A |
| Smit & Dorlas / De Drie Mollen | productie en levering van thee en koffie                                  | 1997-2002 |       |                             | Gilde Investment Management            |
| Sparkling Springs              | gezuiverd drinkwater                                                      | ?-2003    |       |                             | Groupe Danone                          |
| Tanatex Chemicals              | producent van chemicaliën voor de textielindustrie                        | 2006-2014 | 78,2% | Lanxess                     |                                        |
| United Dutch Breweries         | bierleverancier                                                           | 2011-2015 | 82,5% | Nimbus                      | Gimv                                   |
| Vestas                         | windenergie                                                               | 1997-1998 |       |                             | beursgang in Londen en Kopenhagen      |